# Some Might Say
〈Some Might Say〉는 영국의 록 밴드 오아시스의 곡이다. 1995년 4월 24일 두 번째 스튜디오 음반 《(What's the Story) Morning Glory?》(1995년)에서 첫 싱글로 발매됐다. 이 곡은 이 밴드의 리드 기타리스트인 노엘 갤러거가 작곡했다. 〈Some Might Say〉는 오아시스가 영국 싱글 차트 1위를 차지하도록 했다.
이 싱글 발매는 《Stop the Clocks》 책자에서도 EP로 명명되었다. 그것은 공식적으로 익스텐디드 플레이로 분류된 유일한 오아시스 싱글 중 하나이다.